# 浦安市民の森
浦安市民の森（うらやすしみんのもり）は、群馬県高崎市倉渕町川浦にある保安林。
2006年1月18日、千葉県浦安市と倉渕村（当時）との間で「倉渕村有林における森林整備等の活動に関する協定書」が調印され、浦安市に無償貸与されている。

## 概要
浦安市は江戸川の下流にあり、江戸川の水を水道水として利用しているが、倉渕村はその源流域にあたる。
江戸川の下流と上流ということで、浦安市民が日ごろ恩恵を受けている倉渕村の水源林を江戸川の上流域と下流域の共通財産として、2005年頃から森林整備活動など交流の検討がされてきた。
倉渕村は「倉渕村有林における森林整備等の活動に関する協定書」調印式の5日後となる2006年1月23日には高崎市に編入されたが協定書の内容は高崎市に承継され、2016年時点でも更新が続いている。編入直前の駆け込み調印となったのは、松崎秀樹浦安市市長の「倉渕村との名において調印したい」という強い要望によるものであった。
夏休みになると、倉渕地域の小学生が浦安を訪れて東京湾の干潟などで臨海学校を楽しみ、浦安地域の小学生は倉渕を訪れて林間学校を楽しむといった交流が行われている。また、浦安の市民グループと倉渕の地元の人々や学生の協力で森林整備も行われている。
2015年12月には浦安市高洲にある「こどもの広場」に、倉渕の山で育ったヤマボウシがシンボルツリーとして移植された。